# Resolutie 509 Veiligheidsraad Verenigde Naties
Resolutie 509 van de Veiligheidsraad van de Verenigde Naties werd op 6 juni 1982 unaniem aangenomen.

## Achtergrond
Begin juni 1982 viel Israël ter vergelding van de moordpoging op zijn ambassadeur Shlomo Argov in Londen de Palestijnse PLO aan in Beiroet. Die laatste reageerde met beschietingen van Israël, waarna die Libanon binnenviel. Daarop volgde een wekenlange oorlog waarin tienduizenden doden vielen.

## Inhoud
De Veiligheidsraad:
- Herinnert aan de resolutie 425 en 508.
- Is erg bezorgd om de situatie die door de secretaris-generaal werd beschreven.
- Herbevestigt de noodzaak van het strikt respecteren van de territoriale integriteit, soevereiniteit en onafhankelijkheid van Libanon.

1. Eist dat Israël zich onmiddellijk en onvoorwaardelijk uit Libanon terugtrekt.
2. Eist dat alle partijen zich aan paragraaf °1 van resolutie 508 houden die opriep de militaire activiteiten in Libanon en aan de Libanees-Israëlische grens onmiddellijk en gezamenlijk te stoppen.
3. Roept alle partijen op hun aanvaarding van deze resolutie binnen de 24 uren mede te delen aan de secretaris-generaal.
4. Besluit om op de hoogte te blijven.

## Verwante resoluties
- Resolutie 506 Veiligheidsraad Verenigde Naties
- Resolutie 508 Veiligheidsraad Verenigde Naties
- Resolutie 511 Veiligheidsraad Verenigde Naties
- Resolutie 512 Veiligheidsraad Verenigde Naties

Lijst ·  500 ·  501 ·  502 ·  503 ·  504 ·  505 ·  506 ·  507 ·  508 ·  509 ·  510 ·  511 ·  512 ·  513 ·  514 ·  515 ·  516 ·  517 ·  518 ·  519 ·  520 ·  521 ·  522 ·  523 ·  524 ·  525 ·  526 ·  527 ·  528